# Rhombifera
Classe
Les Rhombifera sont une classe d'échinodermes connus uniquement sous forme fossile.

## Description et caractéristiques
Ces fossiles rappellent par leur forme de petites massues (« cystes éteints »).
Les pores de la thèque sont arrangés en rhombes (losanges), et les gouttières nutritives sont externes. 

## Registre fossile
Comme de nombreuses autres classes d'échinodermes, les espèces classées parmi ce groupe apparaissent durant l'Ordovicien inférieur. Ils ont vécu de l'Ordovicien jusqu'au Dévonien moyen, soit d'environ -460 à -392 millions d'années.

## Phylogénie
Selon BioLib (5 janvier 2018) :
- ordre Dichoporita †

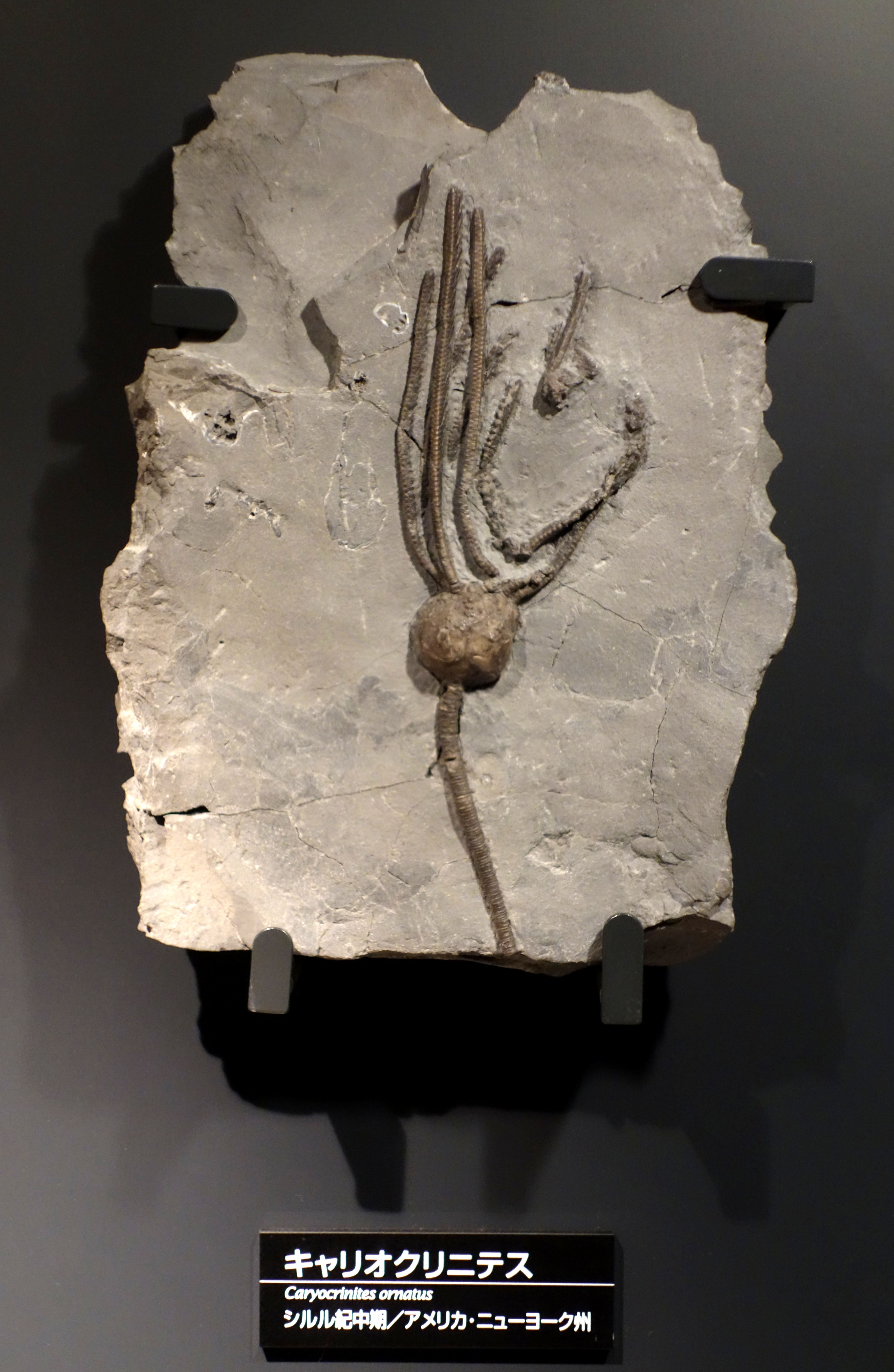
Rare exemple de fossile presque complet (Caryocrinites ornatus, National Museum of Nature and Science, Tokyo).

  - super-famille Glyptocystitoidea Bather, 1899 †
    - famille Barroubiocystidae Ubaghs, 1998 †
    - famille Callocysititidae Bernard, 1895 †
    - famille Cambrocrinidae Dzik & Orlowski, 1993 †
    - famille Cheirocrinidae Jaekel, 1899 †
    - famille Cuniculocystidae J. Sprinkle & Wahlman, 1994 †
    - famille Cystoblastidae Jaekel, 1899 †
    - famille Echinoencrinitidae Bather, 1899 †
    - famille Glyptocystitidae Bather, 1899 †
    - famille Macrocystellidae Bather, 1899 †
    - famille Rhipidocystidae Jaekel, 1901 †
    - famille Rhombiferidae Kesling, 1962 †
    - famille Ridersiidae P. A. Jell, C. F. Burrett & M. R. Banks, 1985 †

  - super-famille Hemicosmitida †
    - famille Caryocrinitidae Bernard, 1895 †
    - famille Hemicosmitidae Jaekel, 1918 †
    - famille Heterocystidae Jaekel, 1918 †
    - famille Thomacystidae Paul, 1969 †
- ordre Fistuliporida †
  - famille Caryocystitidae Jaekel, 1918 †
  - famille Echinosphaeritidae Neumayr, 1889 †
  - famille Nolichuckiidae †
  - famille Polycosmitidae Jaekel, 1918 †
  - famille Stichocystidae Jaekel, 1918 †
- ordre Hillocystida † (actuellement vide)
- ordre Pleurocystitida †
  - famille Pleurocystitidae Neumayr, 1889 †

## Galerie

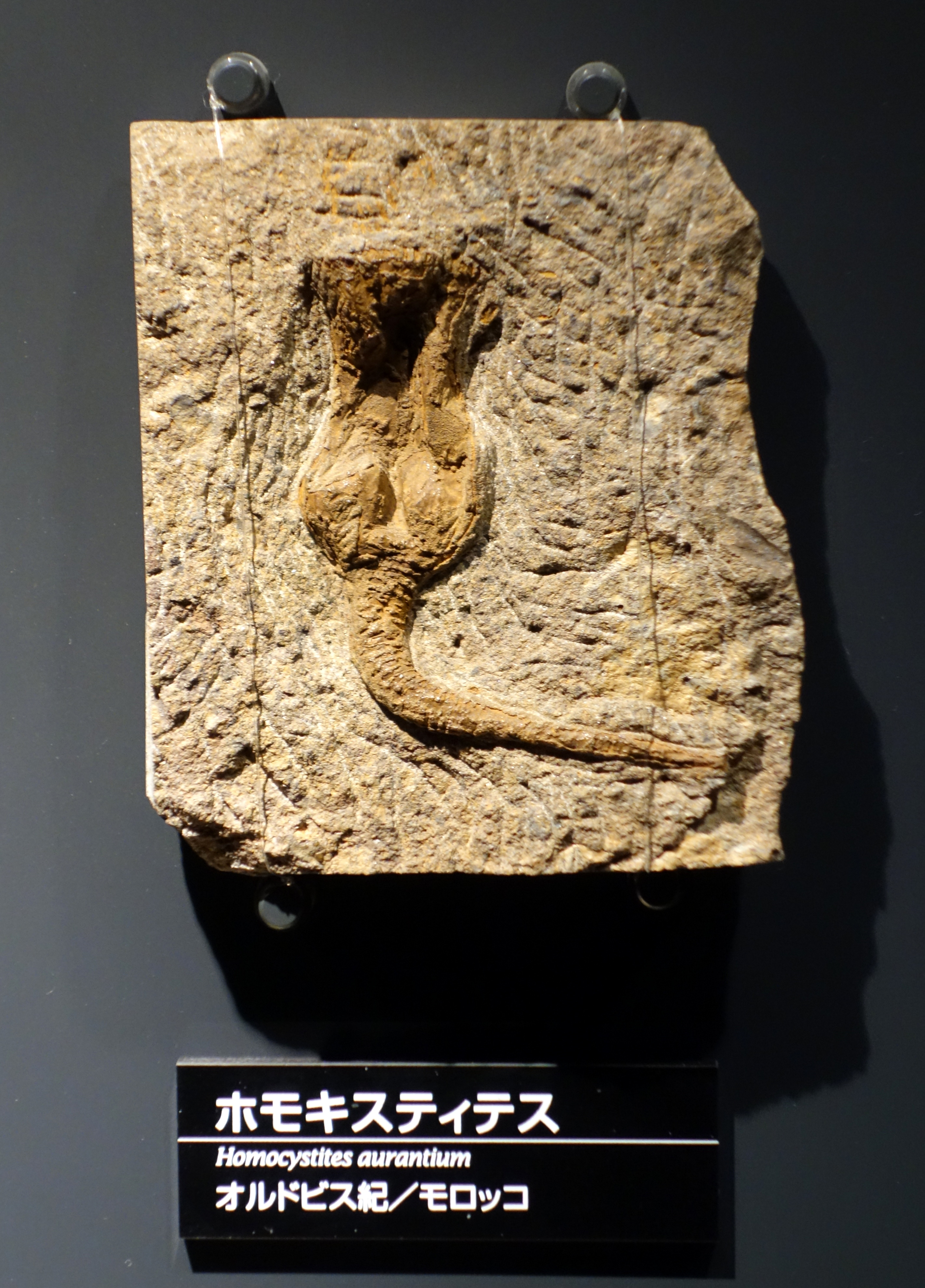
Homocystites aurantium (Cheirocrinidae).
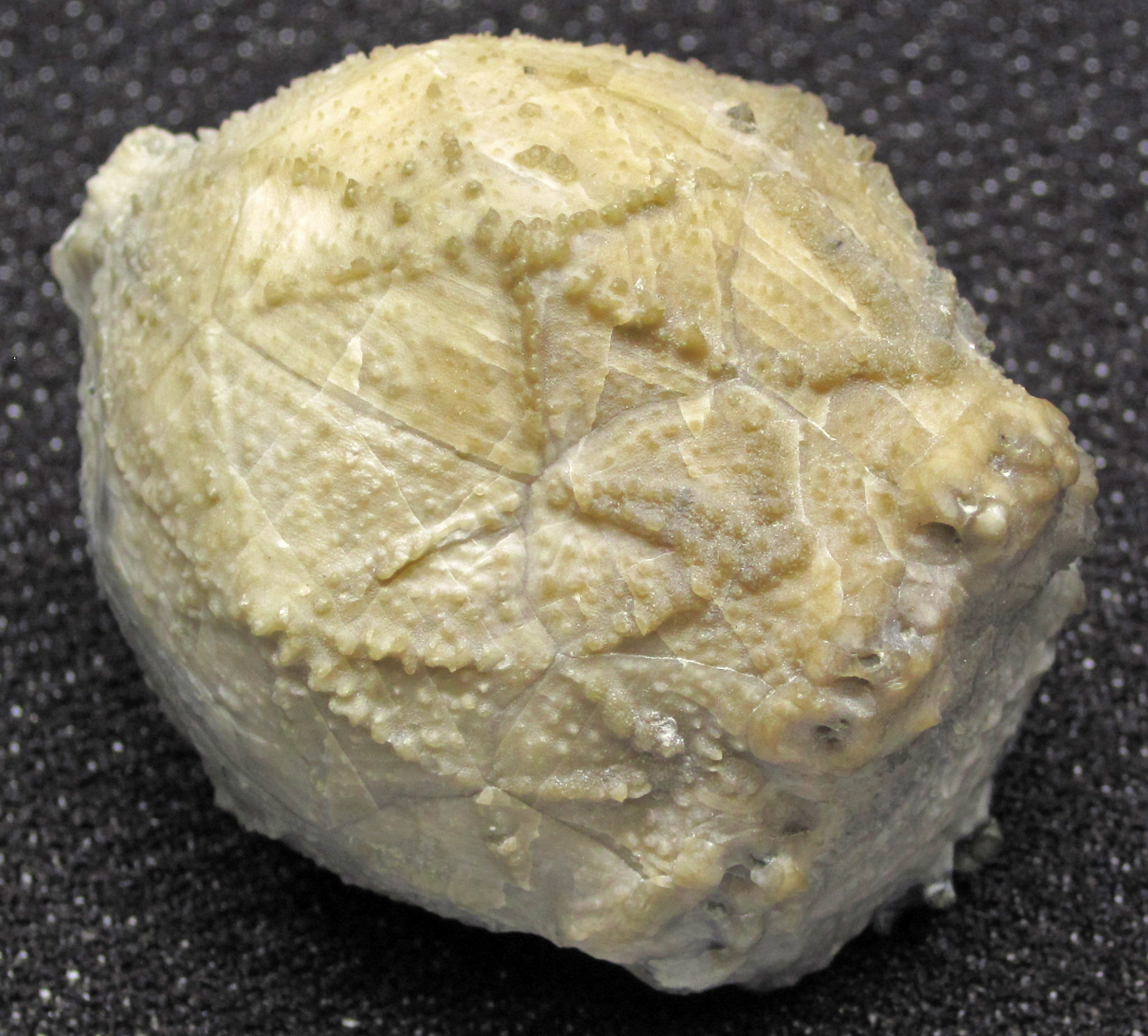
Caryocrinites ornatus (Caryocrinitidae).
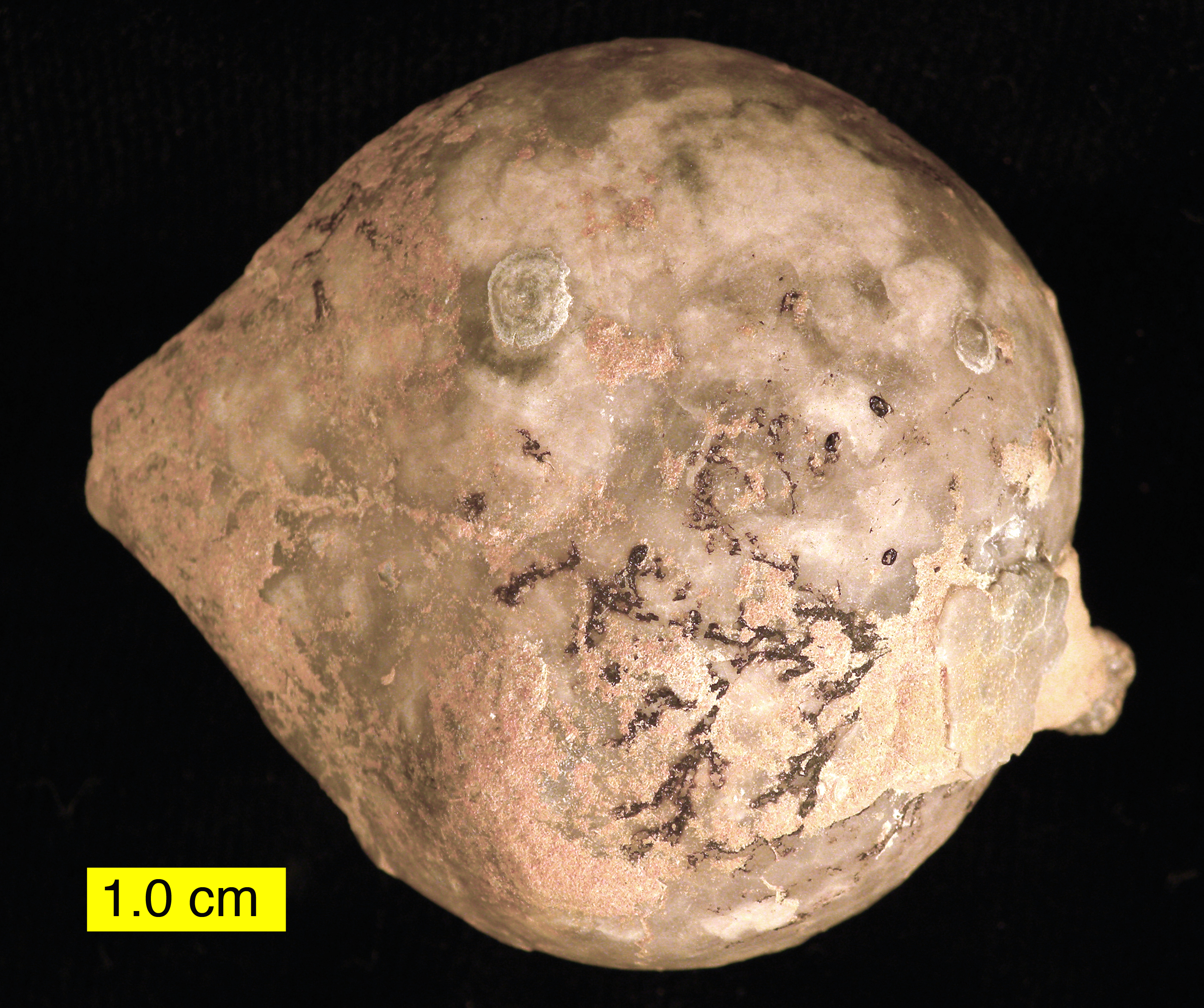
Echinosphaerites aurantium (Echinosphaeritidae).
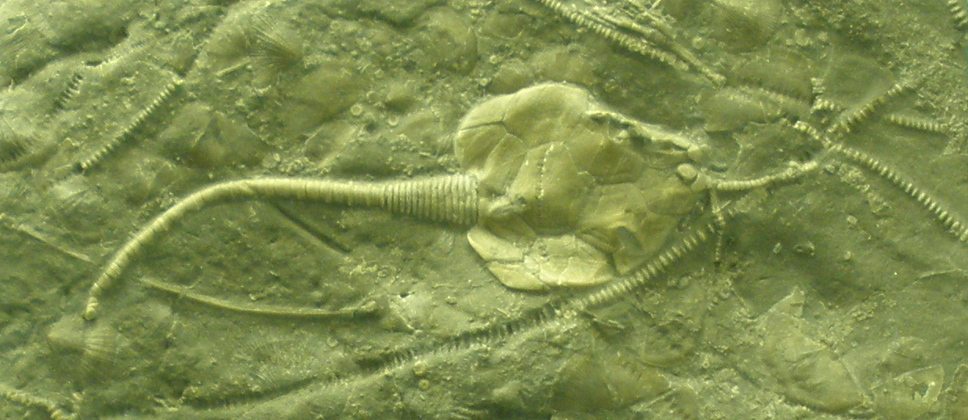
Pleurocystites squamosus (Pleurocystitidae).
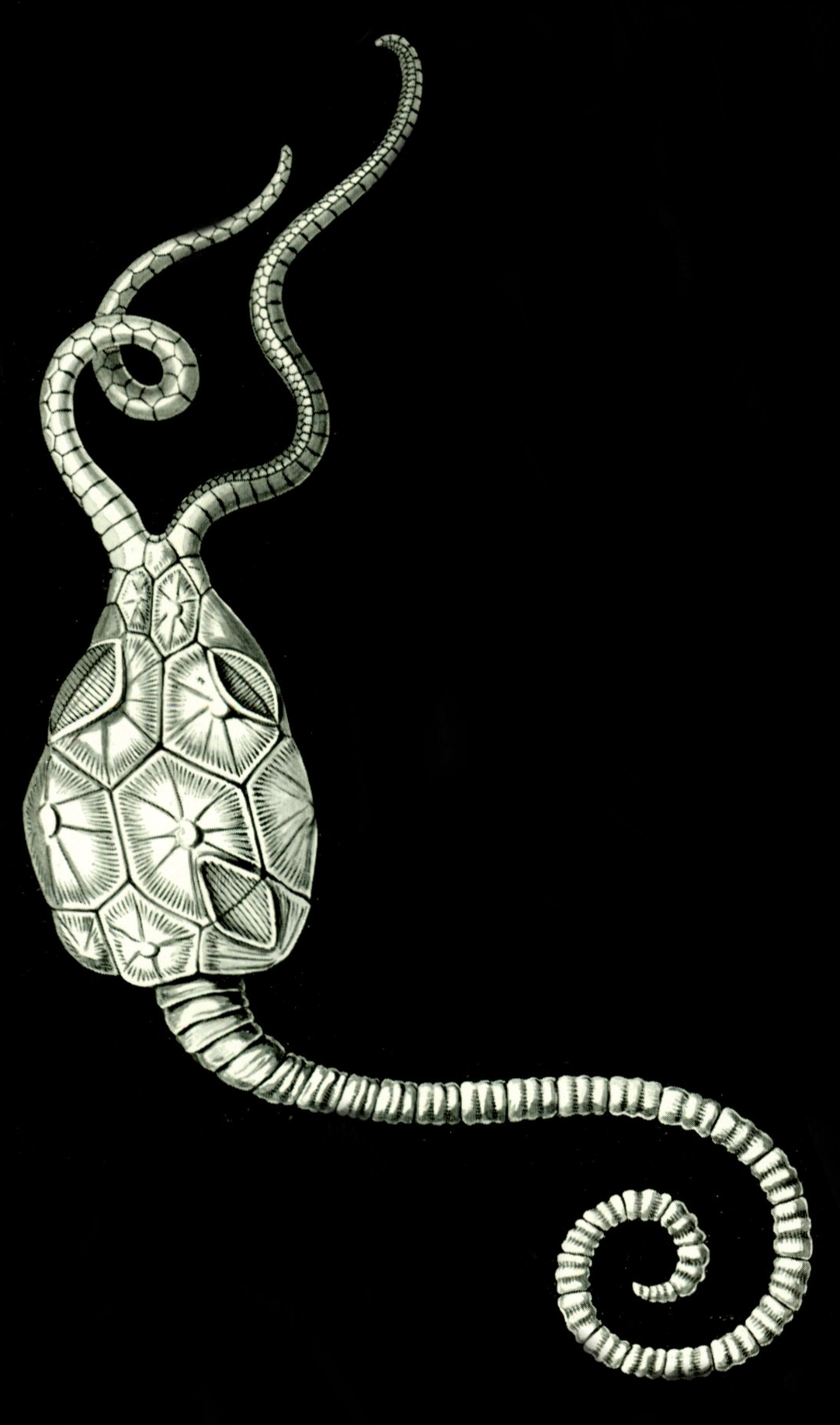
Un Pleurocystites filitextus dessiné par Ernst Haeckel.
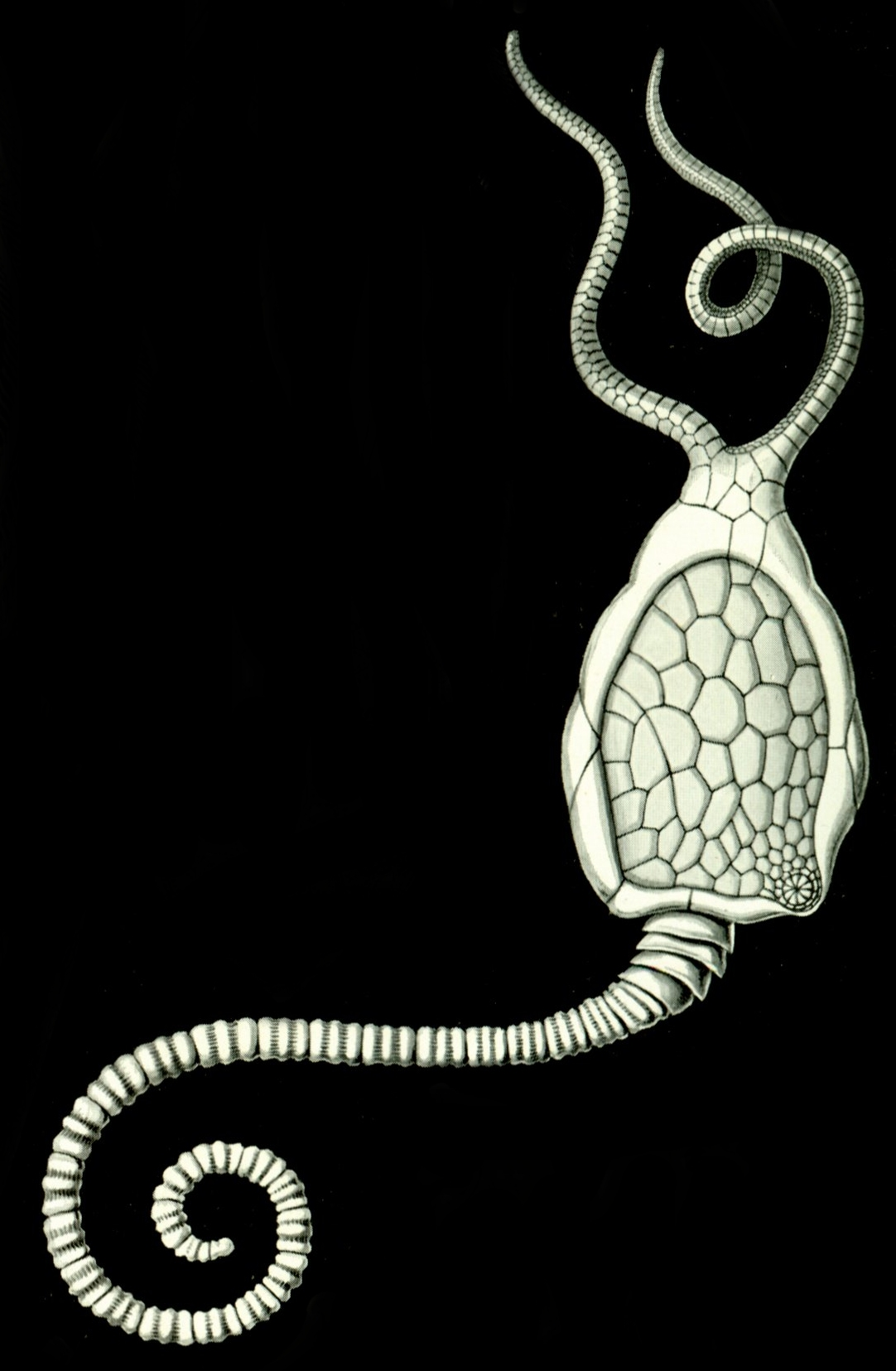
Le même animal en vue inférieure.

## Publication originale
- Jean-Marie Pérès, « Études sur le seuil Siculo-Tunisien. 2. Ascidies in Résultats scientifiques des campagnes de la Calypso », Annales de l'Institut océanographique, Paris, vol. 32, no 2,‎ 1956, p. 265-304.